# Insieme: 1992
Insieme: 1992 (italienisch für „Gemeinsam: 1992“) ist ein Lied des italienischen Popsängers Toto Cutugno. Es war der italienische Beitrag sowie der Siegertitel des Eurovision Song Contests 1990.

## Entstehung und Veröffentlichung
Getextet, komponiert und produziert wurde das Lied alleine vom Interpreten.
Die Erstveröffentlichung von Insieme: 1992 erfolgte im Jahr 1990 als Albumtitel und Single. Das Lied erschien als Teil von Cutugnos zehnten, gleichnamigen Studioalbums (Katalognummer: 564-7948712). Im April 1990 erschien das Lied als Singleauskopplung aus dem Album. Diese erschien als 7″-Single mit einem Instrumental als B-Seite (Katalognummer: 20 3887 7) sowie als 12″- (Katalognummer: 060-20 3887 6) und CD-Maxi-Single (Katalognummer: CDP 560-20 3887 2), die beide um das Lied Occhi azzurri als B-Seite erweitert wurden.

## Eurovision Song Contest
Der Poptitel Insieme: 1992 wurde beim Eurovision Song Contest 1990 an 19. Stelle von Toto Cutugno interpretiert, nach Edin-Ådahl aus Schweden mit Som en vind. Der Titel erhielt 149 Punkte, womit er Platz eins von 22 Teilnehmern erreichte und den Wettbewerb gewann.

## Chartplatzierungen
| ChartsChartplatzierungen | Höchstplatzierung | Wochen |
| ------------------------ | ----------------- | ------ |
| Deutschland (GfK)        | 13 (20 Wo.)       | 20     |
| Italien (FIMI)           | 14 (15 Wo.)       | 15     |
| Österreich (Ö3)          | 3 (17 Wo.)        | 17     |
| Schweiz (IFPI)           | 2 (17 Wo.)        | 17     |

| ChartsJahrescharts (1990) | Platzierung |
| ------------------------- | ----------- |
| Deutschland (GfK)         | 58          |
| Österreich (Ö3)           | 14          |
| Schweiz (IFPI)            | 14          |

## Coverversionen
1998 nahm der deutsche Schlagersänger Roland Kaiser unter dem Titel Extreme eine Coverversion auf seinem Album Grenzenlos II auf. 2017 veröffentlichte Nicole ein Cover des Originals zusammen mit Hape Kerkeling und von der Roland-Kaiser-Version.